# カーペンター (曲)
「カーペンター」（The Carpenter）は、Nightwish の1枚目のシングルで、『エンジェルズ・フォール・ファースト』からカットされたスプリット・シングル。当時はリード・ボーカリストのターヤ・トゥルネンだけでなくキーボーディストのツォーマス・ホロパイネンもボーカルを担当しており、特異な時期であった。

## トラック・リスト
1. The Carpenter
2. Red Light In My Eyes, pt. 2 (by Children of Bodom)
3. Only Dust Moves (by Thy Serpent)

## 演奏者
- ターヤ・トゥルネン - 歌
- ツォーマス・ホロパイネン - キーボード、ピアノ
- エンプ・ヴオリネン - ギター、ベース
- ユッカ・ネヴァライネン - ドラムス

## ビデオ
制作されたビデオは、バンドからは赤いドレスをまとったトゥルネンのみが出演した。もう一人の男性は模型飛行機を組み立て、空へ飛び立とうとする。イカロスの逸話を元に演出された映像である。
撮影はフィンランドのヘルシンキと、ノルウェーのヘニングスヴァールで行われた。

### スタッフ
- Director: Sami Käyhkö
- Assistant director: Kari Mankinen
- Script: Sami Käyhkö, Kari Mankinen
- Camera: Jukka Karjalainen
- Camera assistant: Juha Harju
- Lightning: Kimmo Leed, Jussi Kauppila, Kari Maja
- Graphics: Lauri Karmila
- Off-line editing: Kari Mankinen
- On-line and compositing: Sami Käyhkö, Vesa Vinni
- Make-up: Liisa Hettula, Tom Forsman
- Hair dresser and costumes: Minna Mäkinen
- Organizer: Tapio Hopponen
- Producer: Paula Eronen
- Executive producer: Edward Meichen

### キャスト
- The carpenter: Vilho Olavi Laine
- The cat: Ms Maila